# Schmersal
Die K.A. Schmersal GmbH & Co. KG mit Hauptsitz in Wuppertal ist ein weltweit tätiger Hersteller von Sicherheits-Schaltgeräten und -Systemen. Darüber hinaus entwickelt und fertigt das Unternehmen, das in der zweiten und dritten Generation von der Gründerfamilie geleitet wird, Schaltgeräte für die Industrieautomation und die Aufzugtechnik.

## Geschichte
Im September 1945 gründet Kurt Andreas Schmersal mit seinen Brüdern Aurel und Ernst in Wuppertal ein Unternehmen, das zunächst Elektro-Haushaltsgeräte herstellt, ab Anfang der 1950er Jahre dann Schaltgeräte für industrielle Anwendungen wie beispielsweise schwere Endschalter für Baumaschinen.
Mit der zunehmenden Automatisierung der Industrie konzentriert sich der Entwicklungs- und Fertigungsschwerpunkt in den 1960er Jahren auf Schaltgeräte für den Maschinen- und Anlagenbau, erweitert um Magnetschalter und induktive Sensoren.
Ein Meilenstein in der Unternehmensgeschichte ist der 1980/81 erstmals vorgestellte Sicherheitsschalter AZ 15/AZ 16 mit getrenntem Betätiger, der bisher in mehr als zehn Millionen Exemplaren gefertigt wurde und in vielen Unternehmen als der Sicherheitsschalter bekannt ist. 
In den 1990er Jahren gehört Schmersal zu den ersten Anbietern von sicherheitsgerichteter Steuerungstechnik sowie von Systemen für die sichere Mensch-Roboter-Interaktion. Mit der CSS-Technologie wurde ab 2002 ein neues Wirkprinzip für die sichere berührungslose Kommunikation zwischen Sicherheitssensoren und ihren Betätigern entwickelt.

## Produktbereiche und Zielbranchen
Das Produktspektrum erweiterte sich schrittweise auf ein Portfolio von inzwischen mehr als 25.000 Schaltgeräten, das alle gängigen Technologien (Elektromechanik, Optoelektronik, Sensorik, sicherheitsgerichtete Steuerungstechnik) abdeckt. Dazu gehören Sicherheits-Schaltgeräte und -systeme, die den Anforderungen der Maschinenrichtlinie und der ihr nachgeordneten Normen entsprechen, ebenso wie Aufzugschaltgeräte und Schaltgeräte für die Industrieautomation. Eine traditionell starke Marktposition hat die Schmersal Gruppe bei Sicherheitsschaltern, Sicherheitszuhaltungen und Sicherheitssensoren.
In allen Technologiefeldern und Produktbereichen bietet das Unternehmen zunehmend komplette Systemlösungen an. Ein weiterer Trend ist die Entwicklung von Sicherheits-Schaltgeräten, die an die Anforderungen einzelner Branchen wie z. B. Verpackungsmaschinenbau, Lebensmitteltechnik, Werkzeugmaschinenbau und Schwerindustrie angepasst sind. So wurde u. a. ein umfassendes Programm an Sicherheits-Schaltgeräten entwickelt, das die hohen Hygiene-Anforderungen der Nahrungsmittelindustrie erfüllt.
Zu den aktuellen Produktinnovationen gehören berührungslos wirkende, elektromagnetische Sicherheitszuhaltungen und neue Generationen von Sicherheitssteuerungen und -systemen.

## Produkte
Die Produktgruppen im Einzelnen:
| Geschäftsbereich Sicherheit | Geschäftsbereich Automatisierung                          | Geschäftsbereich Aufzugtechnik                                                                                                 |
| --- | --------------------------------------------------------- | --- |
| - Sicherheitsschalter - Sicherheitszuhaltungen - Positionsschalter mit Sicherheitsfunktion - Sicherheitssensoren - Optoelektronische Schutzeinrichtungen - Befehlsgeräte mit Sicherheitsfunktion - Taktile Schutzeinrichtungen - Sicherheits-Relaisbausteine - Sicherheitssteuerungen | - Positionsschalter - Sensoren - Befehls- und Meldegeräte | - Positionsschalter - Zwangstürkontakte - Türverriegelungen - Stockwerkschalter - Ultraschall-Positionssysteme - Notrufsysteme |

## Dienstleistungen
Im komplexen Aufgabenfeld der Maschinensicherheit sind aus Sicht der Hersteller und Anwender zahlreiche Richtlinien und Normen zu beachten. Die Schmersal Gruppe engagiert sich bei der Erarbeitung dieser Normen auf EU-Ebene und bietet in ihrem Veranstaltungszentrum tec.nicum academy regelmäßig Seminare und Schulungen zu Einzelthemen der Maschinensicherheit an. 
Darüber hinaus wächst das Geschäftsfeld der „Safety Services“, d. h. der Dienstleistungen kontinuierlich. Die Schmersal Gruppe hat daher 2016 den eigenständigen Geschäftsbereich Dienstleistungen – tec.nicum – gegründet. Das tec.nicum ist ein weltweites Netzwerk von zertifizierten Functional Safety Engineers, die Maschinenhersteller und -betreiber in allen Fragen der Maschinen- und Arbeitssicherheit herstellerneutral beraten. Darüber hinaus planen und realisieren die tec.nicum-Experten komplexe Sicherheitslösungen in enger Zusammenarbeit mit den Auftraggebern.
Beratungsingenieure des tec.nicums unterstützen Unternehmen unter anderem bei den Risikoanalysen, die gemäß EU-Bestimmungen zu den Voraussetzungen für das Anbringen des CE-Zeichens gehören. Sie beraten auch bei der Konformitätsbewertung und führen Sicherheitsanalysen und andere qualifizierte Dienstleistungen der Maschinensicherheit durch. Dazu gehört auch das kundenspezifische Programmieren von Sicherheitssteuerungen sowie die sicherheitstechnische Bewertung vorhandener Maschinen und Anlagen.

## Standorte
Neben dem zentralen Standort Wuppertal produziert die Schmersal Gruppe in Wettenberg (Übernahme der Elan Schaltelemente GmbH & Co. KG im Jahr 1997), Mühldorf am Inn (Übernahme der Safety Control GmbH 2008), Bergisch Gladbach (Übernahme der Böhnke + Partner GmbH Steuerungssysteme 2013), Boituva (ACE Schmersal Eletroeletrônica Industrial Ltda. Brasilien, seit 1974) und Shanghai (China, seit 1999; Neubau 2013). Eine Produktionsstätte in Ranjangaon (Indien) seit 2014. Über Tochtergesellschaften und Vertriebspartner ist Schmersal in mehr als 60 Nationen präsent.